# Universe Championships
Gli Universe Championships erano un evento annuale di culturismo organizzato dal National Amateur Bodybuilders Association (NABBA). Comprende varie gare: NABBA Amateur Mr. Universe, Miss Figure e Miss Toned Figure.
Tenuto per la prima volta nel 1948, la gara era inizialmente indirizzata esclusivamente ai culturisti amatoriali maschi, a cui fu abbinato un circuito separato per professionisti nel 1952. La NABBA definisce "amatori" tutti quegli atleti che "non hanno mai partecipato né vinto eventi professionistici sponsorizzati". Miss Physique, una competizione per donne è stata aggiunta nel 1968, mentre Miss Figure, concorso di figure nel 1986.
Una competizione separata chiamata IFBB Mr. Universe viene organizzata dalla IFBB. Questo evento è stato successivamente ribattezzato World Amateur Bodybuilding Championships nel 1976.

## Albo d'oro
| Anno | Mr. Universe (Amateur) | Mr. Universe (Pro)    | Miss Physique        | Miss Figure              |
| ---- | ---------------------- | --------------------- | -------------------- | ------------------------ |
| 1948 | John Grimek            |                       |                      |                          |
| 1949 | No contest             |                       |                      |                          |
| 1950 | Steve Reeves           |                       |                      |                          |
| 1951 | Reg Park               |                       |                      |                          |
| 1952 | Manohar Aich           | Juan Ferrero          |                      |                          |
| 1953 | Bill Pearl             | Arnold Dyson          |                      |                          |
| 1954 | Enrico Thomas          | Jim Park              |                      |                          |
| 1955 | Mickey Hargitay        | Leo Robert            |                      |                          |
| 1956 | Ray Schaeffer          | Jack Delinger         |                      |                          |
| 1957 | John Lees              | Arthur Robin          |                      |                          |
| 1958 | Earl Clark             | Reg Park              |                      |                          |
| 1959 | Len Sell               | Bruce Randall         |                      |                          |
| 1960 | Henry Downs            | Paul Wynter           |                      |                          |
| 1961 | Ray Routledge          | Bill Pearl            |                      |                          |
| 1962 | Joe Abbenda            | Len Sell              |                      |                          |
| 1963 | Tom Sansome            | Joe Abbenda           |                      |                          |
| 1964 | John Hewlett           | Earl Maynard          |                      |                          |
| 1965 | Elmo Santiago          | Reg Park              |                      |                          |
| 1966 | Chester Yorton         | Paul Wynter           |                      |                          |
| 1967 | Arnold Schwarzenegger  | Bill Pearl            |                      |                          |
| 1968 | Dennis Tinerino        | Arnold Schwarzenegger | Silvia Hibbert       |                          |
| 1969 | Boyer Coe              | Arnold Schwarzenegger | Jean Galston         |                          |
| 1970 | Frank Zane             | Arnold Schwarzenegger | Christine Zane       |                          |
| 1971 | Ken Waller             | Bill Pearl            | Linda Thomas         |                          |
| 1972 | Elias Petsas           | Frank Zane            | Christine Charles    |                          |
| 1973 | Lou Ferrigno           | Boyer Coe             | Jean Galston         |                          |
| 1974 | Roy Duval              | Chris Dickerson       | Linda Cheesman       |                          |
| 1975 | Ian Lawrence           | Boyer Coe             | Linda Cheesman       |                          |
| 1976 | Shigeru Sugita         | Serge Nubret          | Cindy Breakspear     |                          |
| 1977 | Bertil Fox             | Tony Emmot            | Bridget Gibbons      |                          |
| 1978 | Dave Johns             | Bertil Fox            | Sandra Kong          |                          |
| 1979 | Ahmet Enünlü           | Bertil Fox            | Karen Griffiths      |                          |
| 1980 | Bill Richardson        | Tony Pearson          | Erika Mes            |                          |
| 1981 | John Brown             | Robby Robinson        | Jocelyn Pigeonneau   |                          |
| 1982 | John Brown             | Edward Kawak          | Jocelyn Pigeonneau   |                          |
| 1983 | Jeff King              | Edward Kawak          | Mary Scott           |                          |
| 1984 | Brian Buchanan         | Edward Kawak          | Mary Scott           |                          |
| 1985 | Tim Belknap            | Edward Kawak          | Jocelyn Pigeonneau   |                          |
| 1986 | Charles Clairmonte     | Lance Dreher          | Monika Steiner       | Heidi Thomas             |
| 1987 | Basil Francis          | Olaf Annus            | Connie McClosky      | Sonia Walker             |
| 1988 | Victor Terra           | Charles Clairmonte    | Lisa Campbell        | Sarah Staunton           |
| 1989 | Matt Dufresne          | Charles Clairmonte    | Tatjana Scholl       | Tracey Citrone           |
| 1990 | Peter Reid             | Charles Clairmonte    | Monika Debatin       | Browny OBrien            |
| 1991 | Reiner Gorbracht       | Victor Terra          | Ute Geisel           | Helen Maderson           |
| 1992 | Mustafa Mohammad       | Peter Reid            | Bernadette Price     | Anita Lawrence           |
| 1993 | Dennis Francis         | Edward Kawak          | Deborah Compton      | Ali Slater               |
| 1994 | Nick van Beeck         | John Terilli          | Kathy Butler-Corish  | Susana Perez             |
| 1995 | Grant Clemesha         | Brian Buchanan        | Kathy Butler-Corish  | Susana Perez             |
| 1996 | Frederico Focherini    | Shaun Davis           | Billie Kaine         | Pina Theodoridis         |
| 1997 | Grant Thomas           | Eddy Ellwood          | Patricia Veldmann    | Claudia Mühlhaus         |
| 1998 | Gary Lister            | Eddy Ellwood          | Julia Abel           | Pina Theodoridis         |
| 1999 | Franco Malè            | Eddy Ellwood          | Taylor Young         | Giovanna Rosa            |
| 2000 | Sergei Ogorodnikov     | Eddy Ellwood          | Olga Tikhonova       | Giovanna Rosa            |
| 2001 | Steffen Müller         | Eddy Ellwood          | Anja Timmer          | Giovanna Rosa            |
| 2002 | Costantino Galeazzo    | Gary Lister           | Claudia Bianchi      | Giovanna Rosa            |
| 2003 | Hassan Al Saka         | Gary Lister           | Olga Tikhonova       | Cherie Loomes            |
| 2004 | Steve Sinton           | Hassan Al Saka        | Sandra Waterschoot   | Lorena Bucci             |
| 2005 | Charles Mario          | Sergey Ogorodnikov    | Desiree Dumpel       | Andrea Carvalho          |
| 2006 | Tomáš Bureš            | Steve Sinton          | Olga Tikhonova       | Silvia Finocchi Ferreira |
| 2007 | Orazio Salvatori       | Orazio Salvatori      | Alina Popa           | Andrea Carvalho          |
| 2008 | Lionel Beyeke          | Alessandro Savi       | Vivian Hijikema      | Maria Stukova            |
| 2009 | Martin Kasal           | Alexey Netesanov      | Larissa Cunha        | Dora Rodrigues           |
| 2010 | Miha Zupan             | Charles Mario         | Valentyna Yefyemchuk | Flora Conte              |
| 2011 | Paulo Lima Santos      | No Contest            | No Contest           | Maria Kuzman             |